# Feardar Burn
Der Feardar Burn ist ein Bach in der schottischen Council Area Aberdeenshire. Sein Name leitet sich von gälischen Feith àrd-dobhair („Sumpfland des Hochlandwassers“) ab.

## Beschreibung
Der Feardar Burn fließt vom Südhang des 900 Meter hohen Culardoch in den östlichen Grampian Mountains ab. Sein Lauf liegt vollständig in der Council Area Aberdeenshire. Zunächst fließt der Feardar Burn für etwa 3,5 Kilometer vornehmlich nach Süden ab. Sein Lauf dreht dann nach Südosten. Nach insgesamt etwa acht Kilometern mündet der Feardar Burn zwischen Braemar und Crathie in der Nähe von Balmoral Castle von links in den Dee, der wiederum in Aberdeen in die Nordsee mündet. Auf seinem Lauf durch sein unbesiedeltes, Glen Feardar genanntes Tal nimmt der Bach verschiedene Bäche auf, besitzt jedoch keine wesentlichen Zuflüsse.
Eine untergeordnete Straße quert den Mittellauf des Feardar Burns. Kurz vor seiner Mündung überspannt die entlang des linken Dee-Ufers geführte A93 den Bach auf einer modernen Brücke. Am linken Ufer des Feardar Burn befand sich der Weiler Auchtavan, der heute als Wüstung vorliegt. Erhalten ist das denkmalgeschützte Auchtavan Cottage.

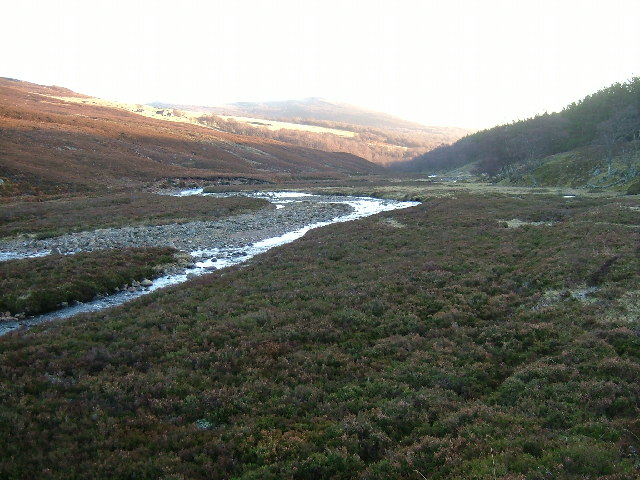
Oberlauf des Feardar Burns
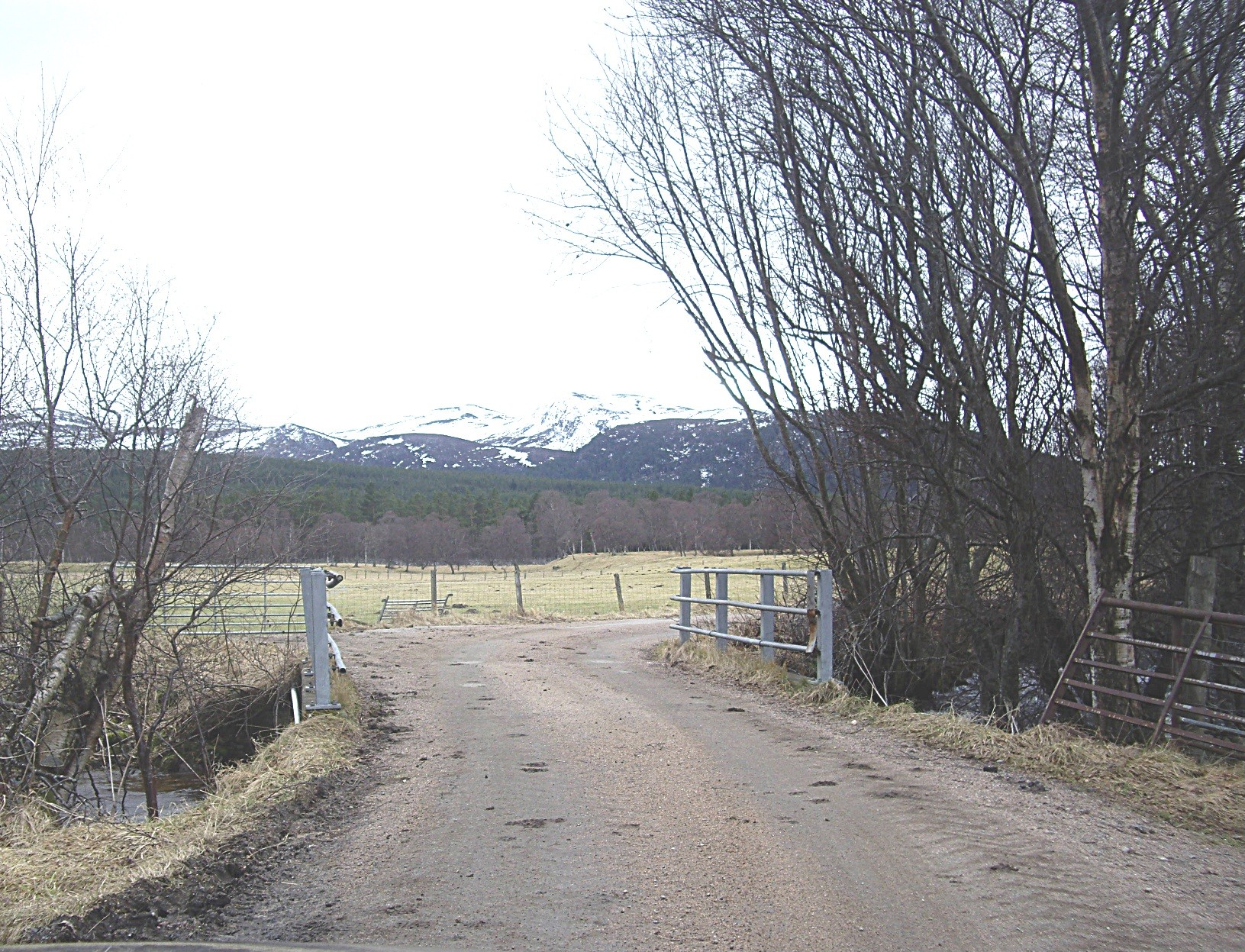
Querung des Feardar Burns
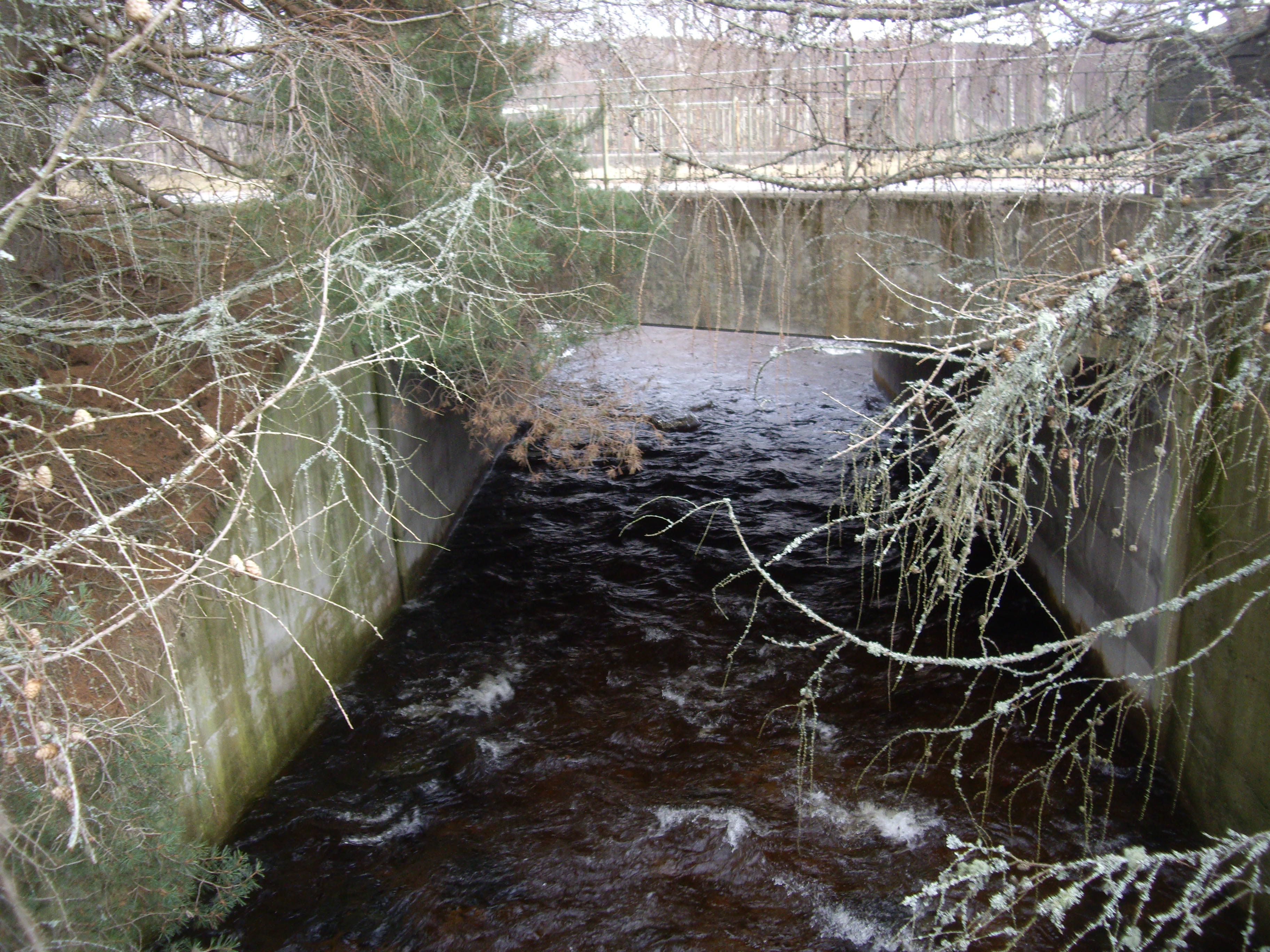
Querung der A93